# Tankstellen- und Garagenbetrieb

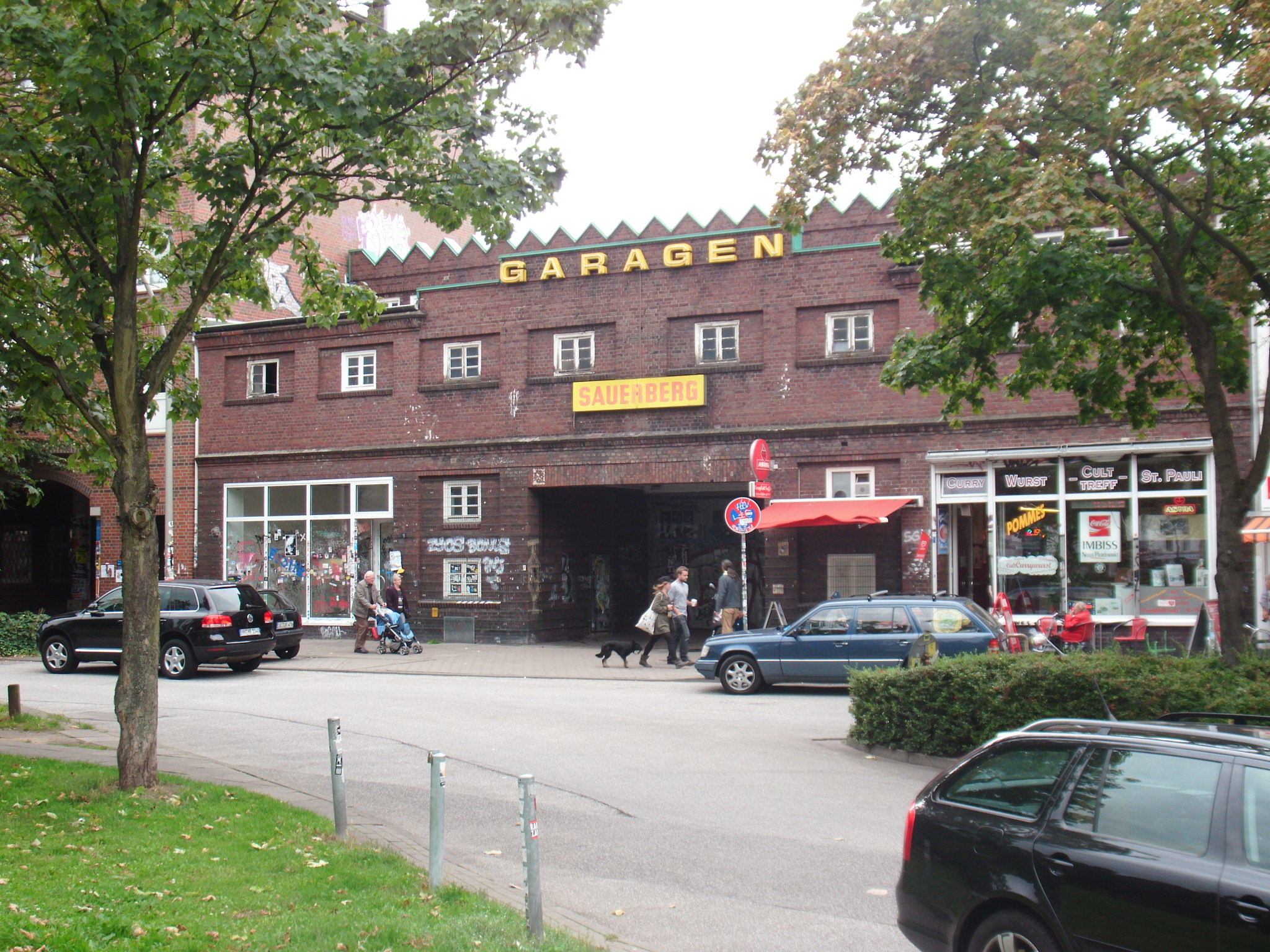
Großgarage in Hamburg, errichtet 1926

Gewerbliche Tankstellen- und Garagenbetriebe werden als Großgaragen bezeichnet. Großgaragen sind bauliche Anlagen, die dem dauerhaften Einstellen von Automobilen, also dem garagieren dienen. Darüber hinaus erfolgt hier die Pflege und die Versorgung der Motorfahrzeuge mit Betriebsstoffen. Als Großgarage werden aber auch größere, nicht öffentliche Sammelgaragen wie beispielsweise Betriebsgaragen bezeichnet.
Großgaragen sind Mietgaragen, die meist aus einer Reihe von Einzelgaragen bestehen oder als Halle mit abgetrennten Einstellplätzen ausgeführt sind. Großgaragen sind in der Regel Flachbauten, wurden aber auch als Tiefgaragen (Kellergarage) ausgeführt. Zweigeschossige Bauten, die neben dem Erdgeschoss auch ein Untergeschoss haben, stellen hierbei bereits eine Ausnahme dar. Großgaragen mit mehreren Obergeschossen, also Hochgaragen, wurden in Deutschland nur sehr wenige realisiert.

## Geschichte, Funktion und Bauformen
Die ersten privaten Einzelgaragen entstanden etwa zeitgleich mit den Automobilen. Zunächst wurden auf den Anwesen der fast ausnahmslos reichen Automobileigentümer bereits vorhandene Bauten für die Pferde oder die Equipage zur Garage umgenutzt.

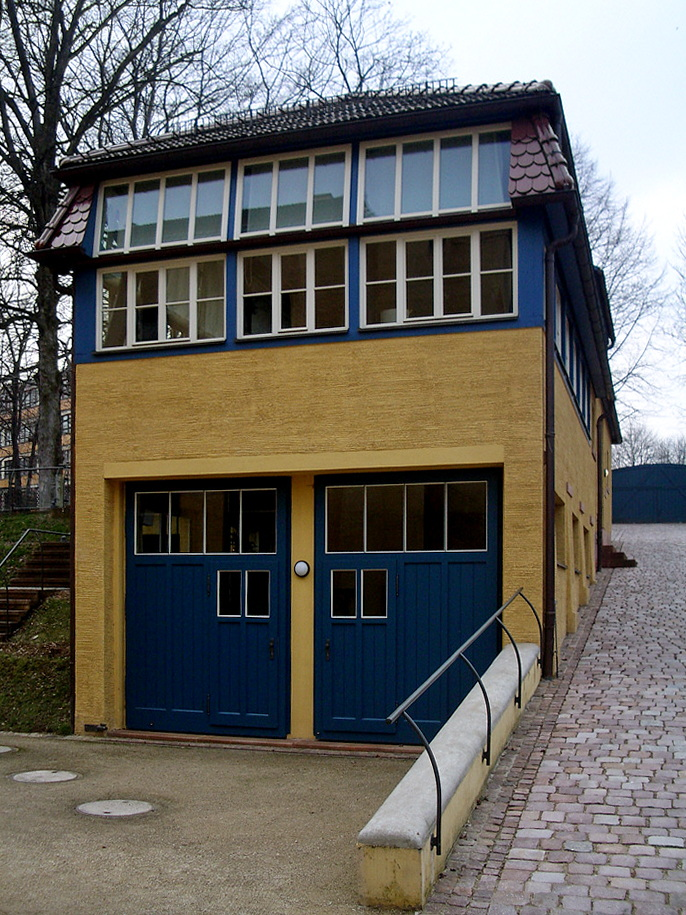
Automobil-Remise der Villa Esche in Chemnitz, 1903

Die ersten Garagenneubauten entstanden in den USA, Großbritannien, Frankreich und Deutschland ebenfalls bereits vor der Jahrhundertwende. Das Spektrum dieser eigens für die neuen Kraftwagen entworfenen Gebäude umfasste einfache Holzschuppen genau so wie aufwändig gestaltete, luxuriöse Sammelgaragen.
Um 1900 entstanden weltweit dann eigens für Kraftfahrzeuge errichtete Anlagen, in denen Automobileigentümer Einzel- und Sammelgaragen dauerhaft anmieten konnten. In Deutschland wurden diese gewerblichen Mietgaragen allgemein als Großgaragen bezeichnet. Der älteste, nachweisbare Gewerbebetrieb dieser Art in Berlin beispielsweise, die Großgarage der Automüller G.m.b.H. wurde 1901 in Wilmersdorf errichtet. Noch etwas früher entstanden ähnliche Mietgaragenanlagen in den USA (1898 die Electric Vehicle Company Garage in Chicago) und Großbritannien (1900 Crystal Palace Garage in London).
Neben der Unterkunft für das Motorfahrzeug boten Großgaragen bereits seit Beginn des 20. Jahrhunderts zusätzliche Dienstleistungen wie die Versorgung mit Kraft- und Schmierstoffen (Benzin, Benzol, Öl, Schmierfett), den Verkauf von Ersatz- und Verschleißteilen (besonders Reifen, Batterien, Kühler), sowie Arbeits-, Freizeit- und Unterkunftsräume für die Chauffeure an. Dies war insofern unverzichtbar, da Automobile bis weit in die 1920er-Jahre hinein einen für das heutige Verständnis immens hohen Pflege- und Wartungsaufwand erforderten und Automobil-Infrastrukturen wie Reparaturwerkstätten und Tankstellen damals nicht in dem Maße zur Verfügung standen, wie wir das heute gewohnt sind.

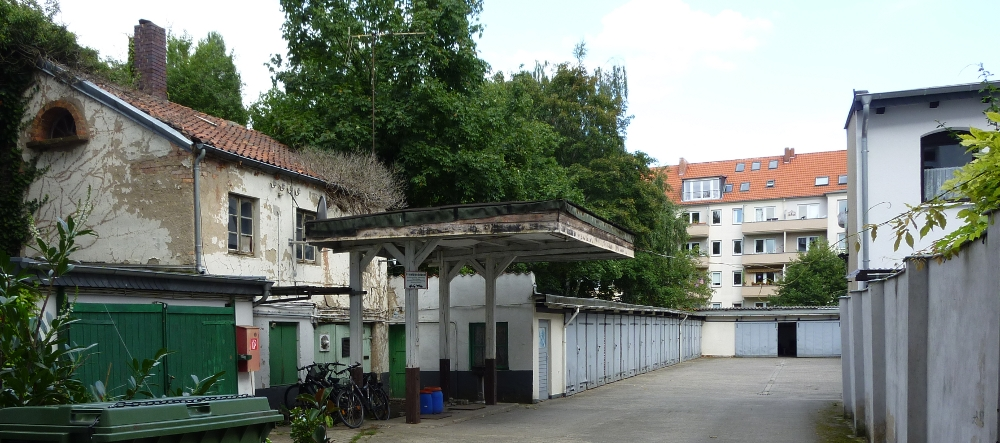
Lister Groß-Garage GmbH, Hannover (Liebigstraße), errichtet um 1928, ehem. Tankstelle und Reihengaragen 2011
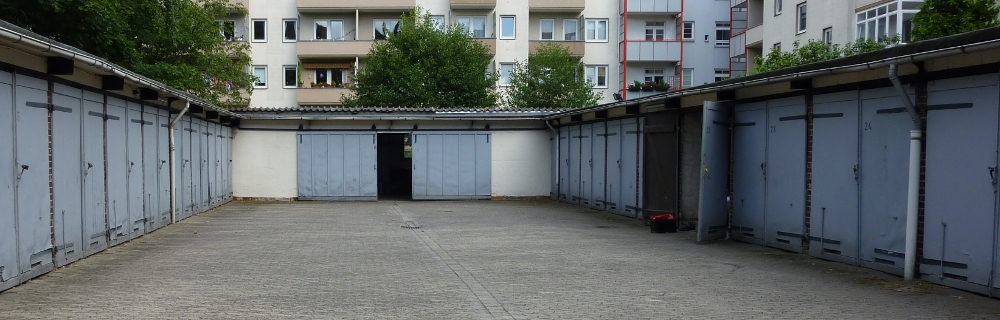
Lister Groß-Garage GmbH, errichtet um 1928, Garagenhof 2011
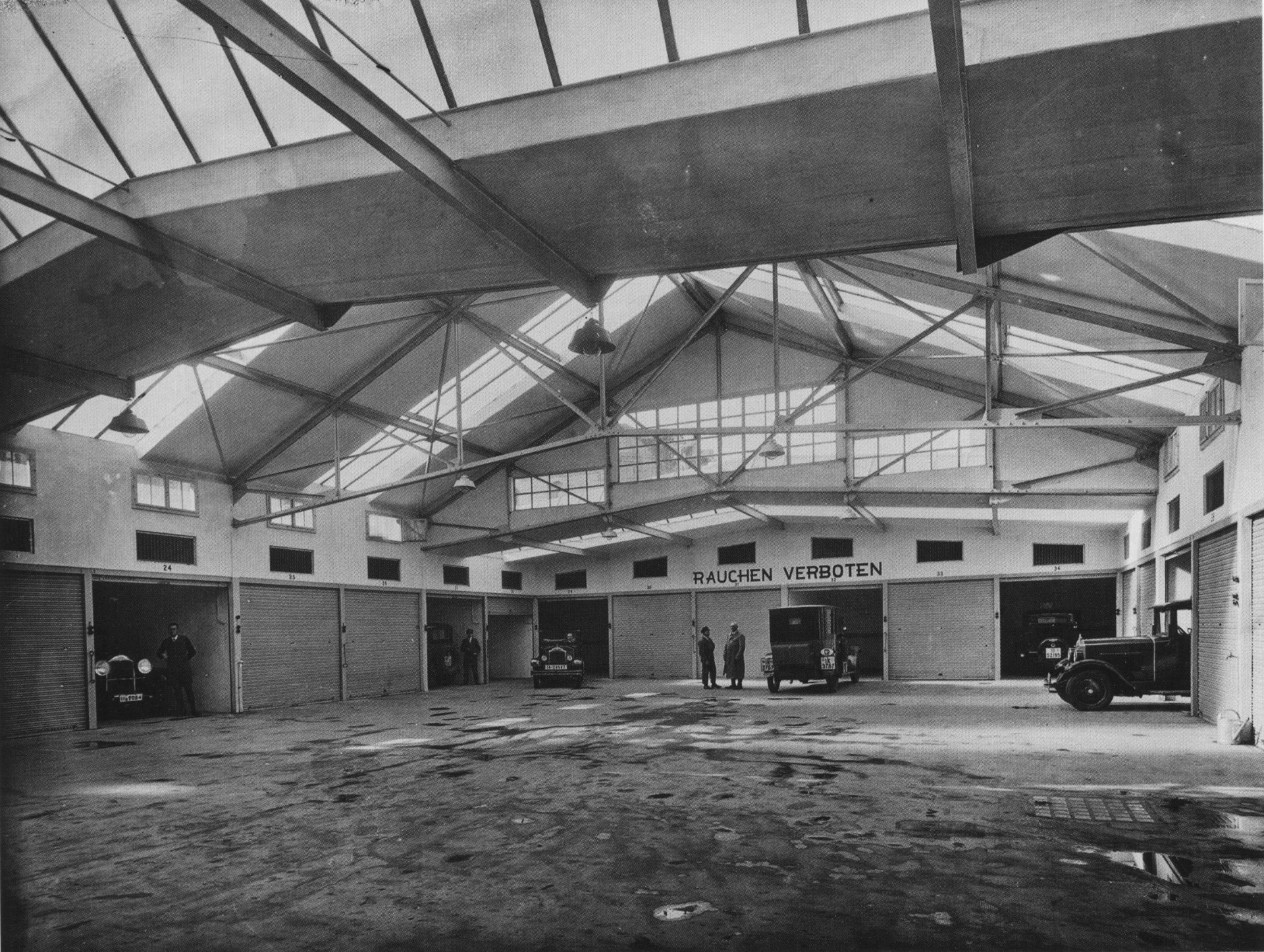
Zschau-Garagen GmbH, Leipzig (Frankfurter Str.), errichtet um 1931, Autohalle
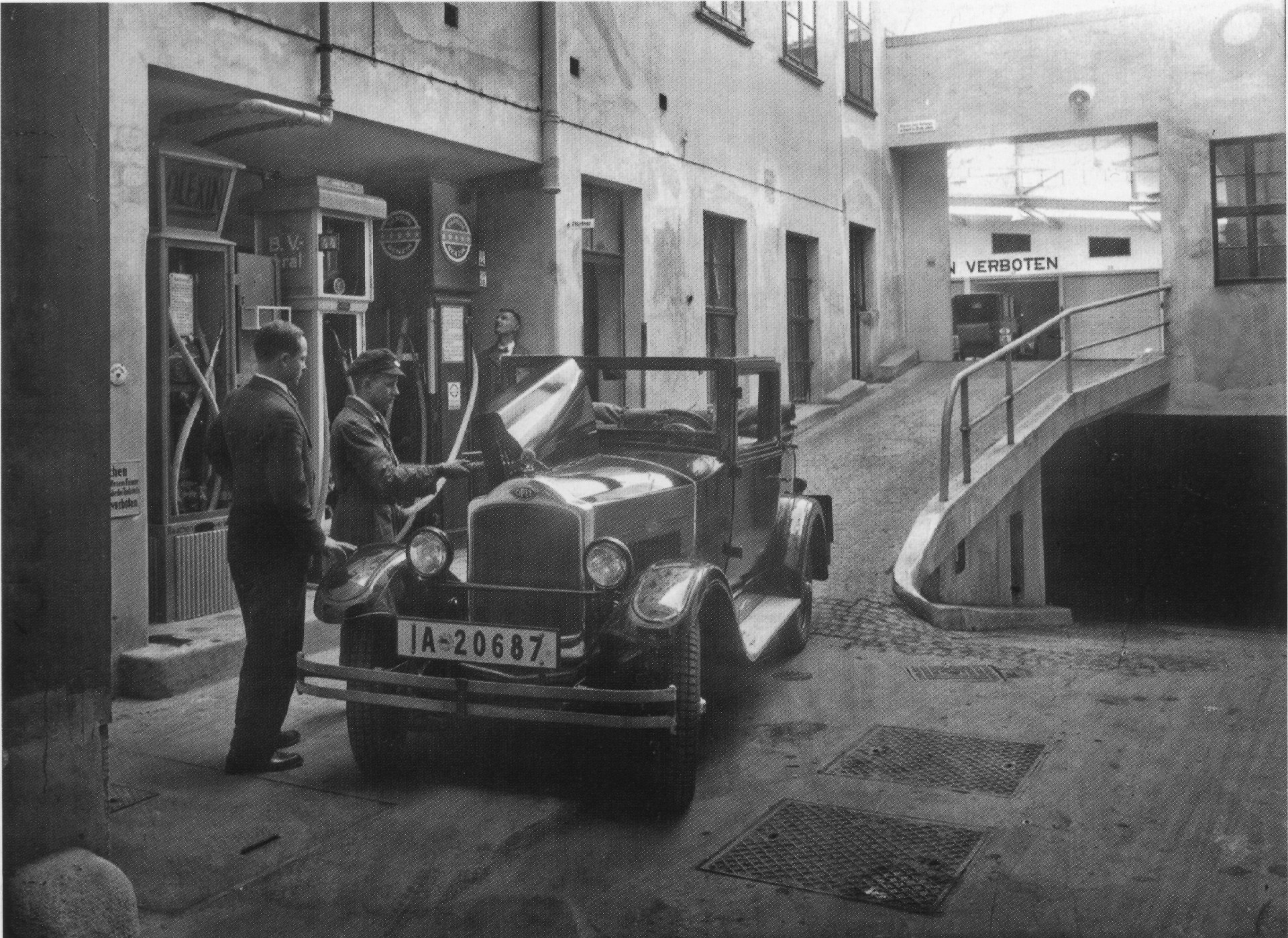
Zschau-Garagen GmbH, Leipzig (Frankfurter Str.), errichtet um 1931, Benzin- und Öl-Zapfsäulen

Gewerbliche Garagenbetriebe erfüllten somit zwei Hauptaufgaben: die „der Unterstellung“ und die „der Versorgung“. In der Summe bezeichnete man diese Facette des Automobilismus allgemein als Garagenwirtschaft oder Garagenwesen.
Ein- und zweigeschossige Mietgaragenanlagen mit Tankstelle und Kfz-Reparaturwerkstatt waren seit den 1890er-Jahren die am häufigsten anzutreffende gewerbliche Bauform für Großgaragen in Deutschland. Sie wurden ausschließlich in Form von Reihen- oder Hallengaragen errichtet. Charakteristisch für diese Bauaufgabe war das „Fahrstraßensystem mit umschließenden Boxenreihen“ und die zumeist öffentliche Tankstelle. Oft schloss ein Flachbau mit Ladenfront oder eine Fassadenmaske die Ein- und Ausfahrt zur Straße hin ab. Neben den Einzelboxen hatten diese Betriebe auch Wagenwaschräume und Reparaturwerkstätten. Der straßenseitige Kopfbau beherbergte Büros und Ausstellungsflächen sowie Räume für den Pförtner und die Chauffeure. Die räumliche Untergliederung der Großgaragen in abgeschlossene Einzel- und Sammelboxen war in ganz Deutschland allgemein üblich.
Das Spektrum bei der Ausführung von eingeschossigen Reihengaragen reichte von pragmatischen Schuppenreihen bis zu anspruchsvoll gestalteten Anlagen wie dem 1927 von Fred Forbát entworfenen Autohof am Botanischen Garten in Berlin, der 1928 von Clormann & Deines ausgeführten Ostend-Garage in Hanau, der 1929 fertiggestellten Holtzendorff-Garage von Walter und Johannes Krüger in Berlin oder der 1929 von Carl Grabau gestalteten Großgarage Hinsch in Bremen.

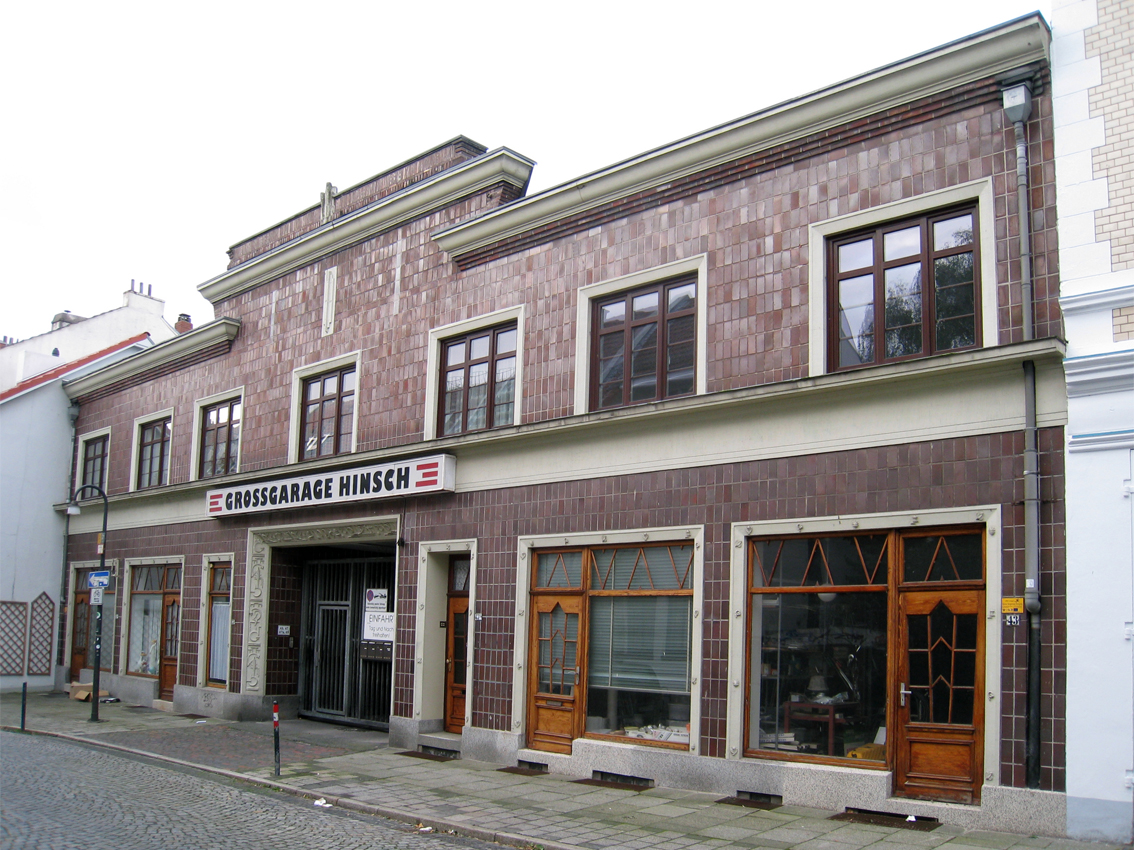
Großgarage Hinsch in Bremen, Straßenfassade
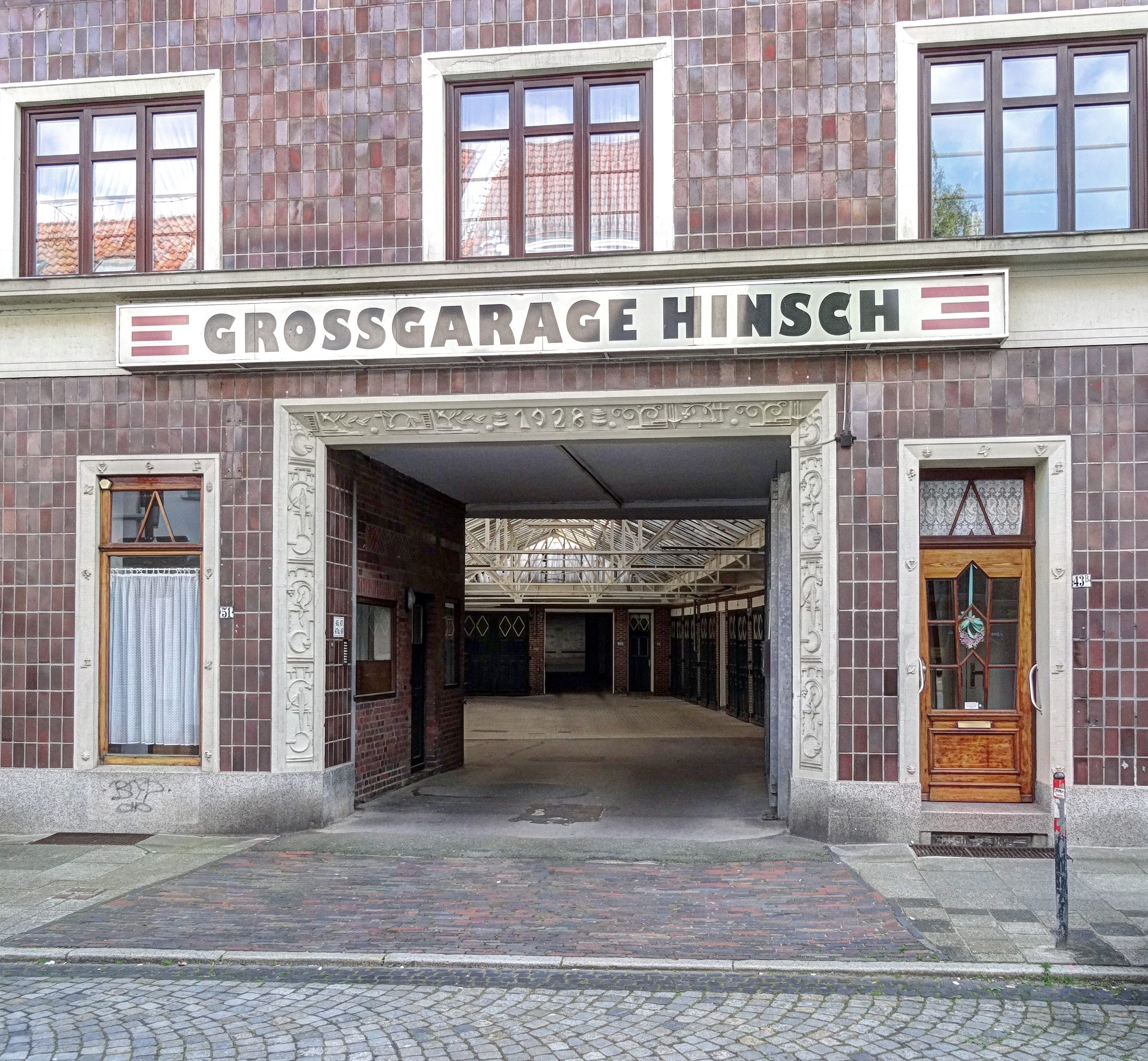
Großgarage Hinsch, Ein- und Ausfahrt
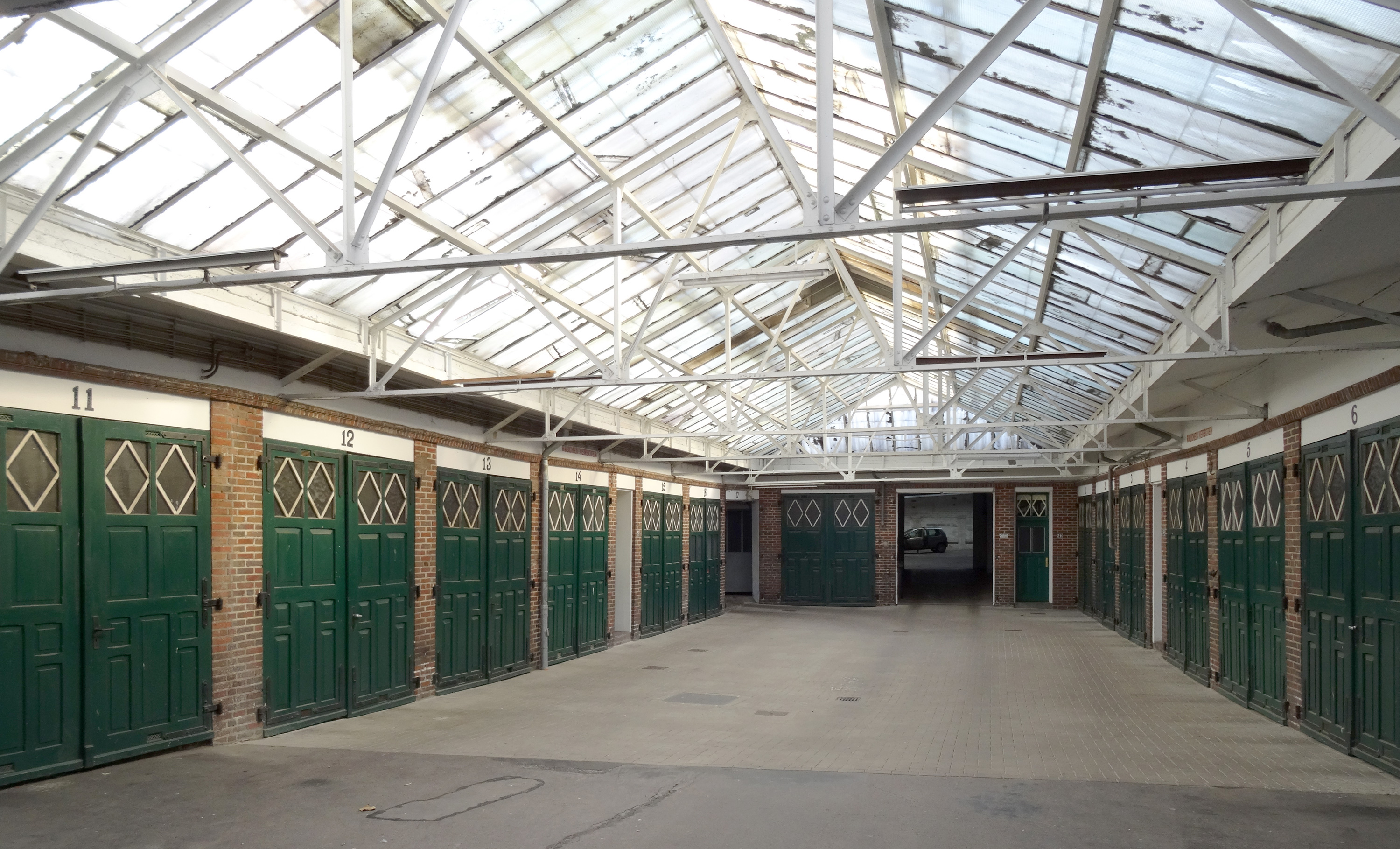
Großgarage Hinsch, Autohalle
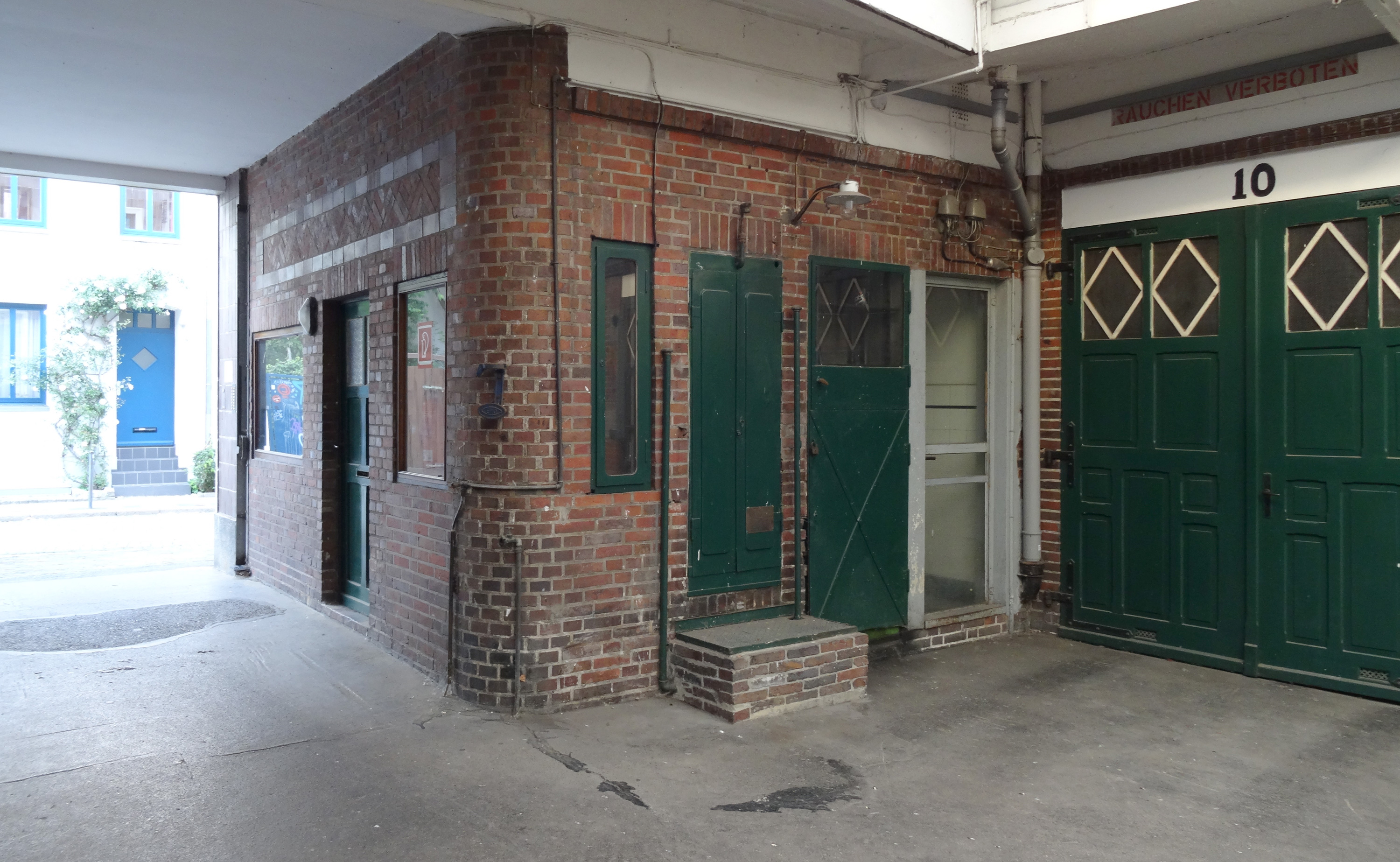
Großgarage Hinsch, Pförtner-Büro mit Benzin- und Öl-Kabinett

Solche, nach ähnlichen Mustern errichteten, Garagenanlagen wurden auch Garagenhof, Autohof oder Parterregarage genannt. Hallengaragen unterschieden sich von den Reihenanlagen dadurch, dass die Stände hier in einem umbauten Raum unter einem gemeinsamen Dach lagen. Das prominenteste Beispiel einer Autohalle mit Einzelboxen ist das 1929/30 von Ferenc Domány (1899–1939) errichtete eingeschossige Autohotel in der Saldernstraße in Berlin-Charlottenburg. Die an den Seitenwänden aufgereihten Stellplätze waren nach oben offene Eisenrahmenboxen mit dünnen Trennwänden und Drahtgittertüren. Diese für eingeschossige Reihen- oder Hallengaragen entwickelten Baumuster wurden später direkt oder miteinander kombiniert auf oberirdisch mehrgeschossige Bauten, die Hochgaragen übertragen. Exemplarisch lässt sich dies an der bekanntesten Hochgarage Deutschlands, dem Kant-Garagenpalast in Berlin, ablesen.